# Eraxasilus acuminatus
Eraxasilus acuminatus là một loài ruồi trong họ Asilidae. Eraxasilus acuminatus được Carrera miêu tả năm 1959. Loài này phân bố ở vùng Tân nhiệt đới.